# Arboretum d’Antsokay
Arboretum d’Antsokay – ogród dendrologiczny znajdujący się w pobliżu miasta Toliara na południu Madagaskaru. W arboretum rośnie około 900 gatunków roślin, z czego 90% to gatunki endemiczne dla Madagaskaru, 80% z nich ma wartość leczniczą, a wiele jest zagrożonych wyginięciem.
Znajduje się tu centrum informacyjne, małe muzeum (ze skałami, skamieniałościami i jajem mamutaka), wystawa instrumentów muzycznych i lokalnego rzemiosła, sklep, restauracja oraz hotel Auberge de la Table.
Arboretum d’Antsokay współpracuje przy projektach ochrony przyrody z Królewskimi Ogrodami Botanicznymi w Kew, WWF i Funduszem Partnerstwa na rzecz Ekosystemów Zagrożonych (CEPF).
Nazwa arboretum znaczy w lokalnym języku „wapień” lub „wapno” i pochodzi od typowych dla tego obszaru gleb gliniastych zasobnych w wapień.

## Historia
Ogród został założony przez szwajcarskiego botanika, Hermana Petignata w 1980 roku. Na powierzchni 40 hektarów, otoczonych roślinnymi żywopłotami, inicjator projektu dołożył starań w celu zabezpieczenia najbardziej zagrożonych gatunków roślin w celu ochrony ich przed ciągłym wylesianiem, wypalaniem i szabrowaniem występującym w tej okolicy. W pracach badawczych w poszukiwaniu nowych gatunków roślin Hermanowi Petignatowi pomagał Werner Rauh, który część odkrytych gatunków nazwał na cześć Petignata, m.in. Ceropegia petignatii i Cynanchum petignatii z rodziny toinowatych.

## Geografia
Arboretum d’Antsokay znajduje się w środku obszaru naturalnego lasu ciernistego, ekosystemu unikalnego dla Madagaskaru. Teren położony na skałach wapiennych pokrytych czerwonym piaskiem. Znajduje się 3 km od zachodniego brzegu Madagaskaru i Kanału Mozambickiego, około 12 km na południowy wschód od miasta Toliara.

## Flora
Na terenie parku chronione jest ponad 900 gatunków roślin, między innymi:
- balsamowce;
- różne gatunki baobabów;
- Didierea madagascariensis;
- kalanchoe;
- Pachypodium;

## Fauna
W Arboretum żyją lemury mysie. Zaobserwowano tutaj również 34 gatunki ptaków i 25 gatunków gadów. Do występujących tutaj ptaków należą: kuje rudogłowe, pustułki malgaskie i żołny zielone. Teren parku stanowi też obszar ochronny dla żółwia promienistego.

## Galeria

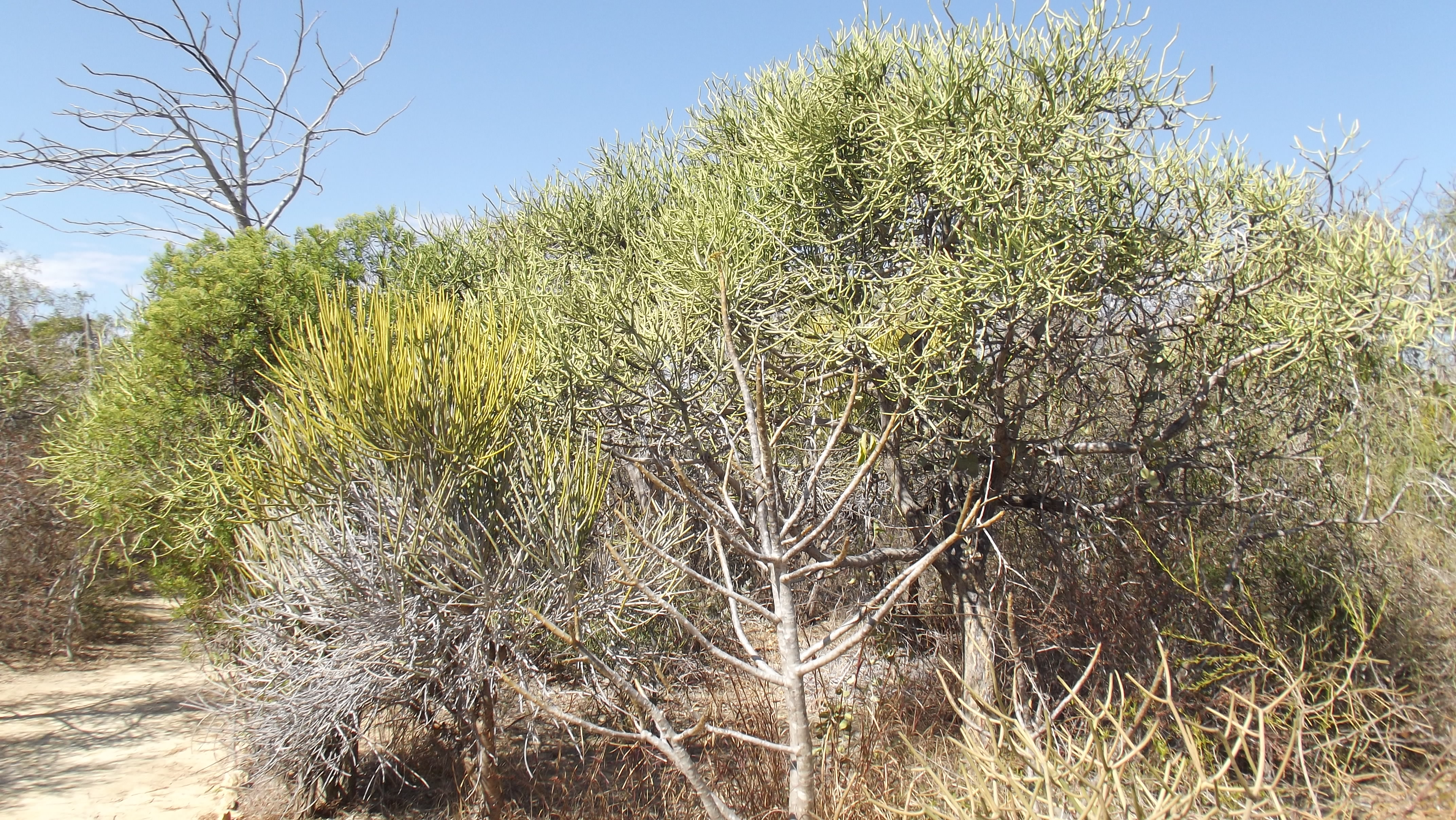
Las kolczasty
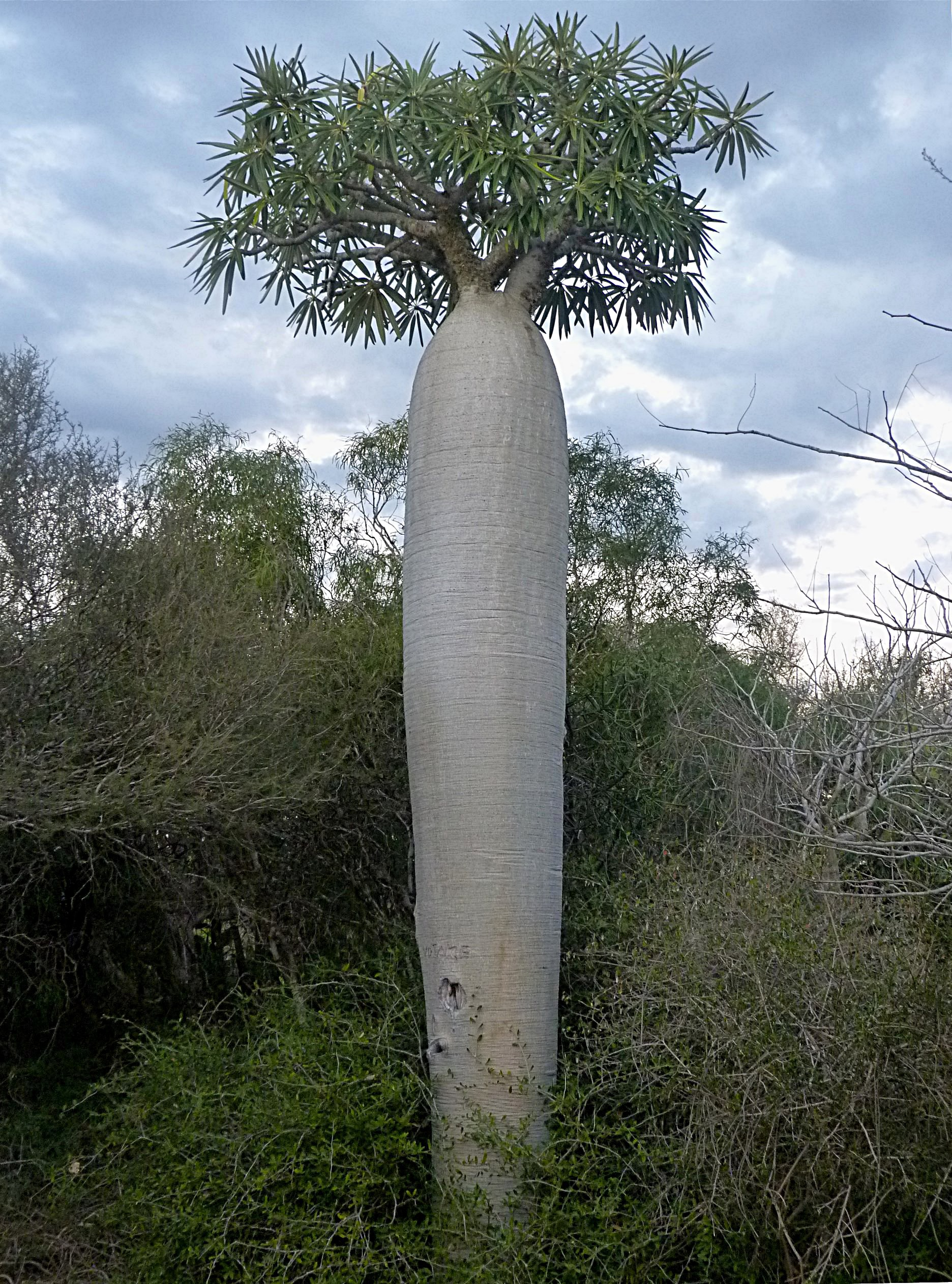
Sukulent pachypodium
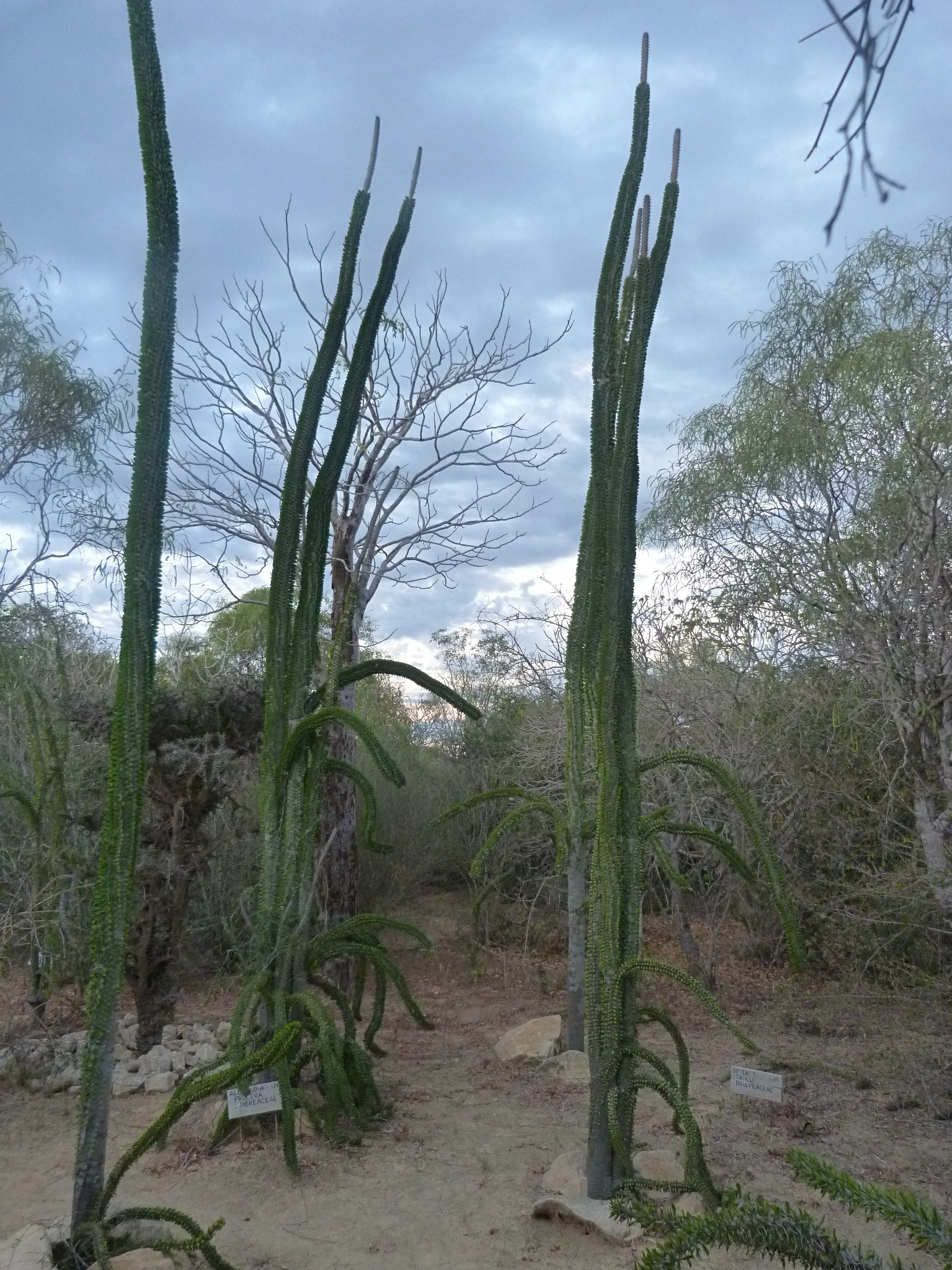
Didierea
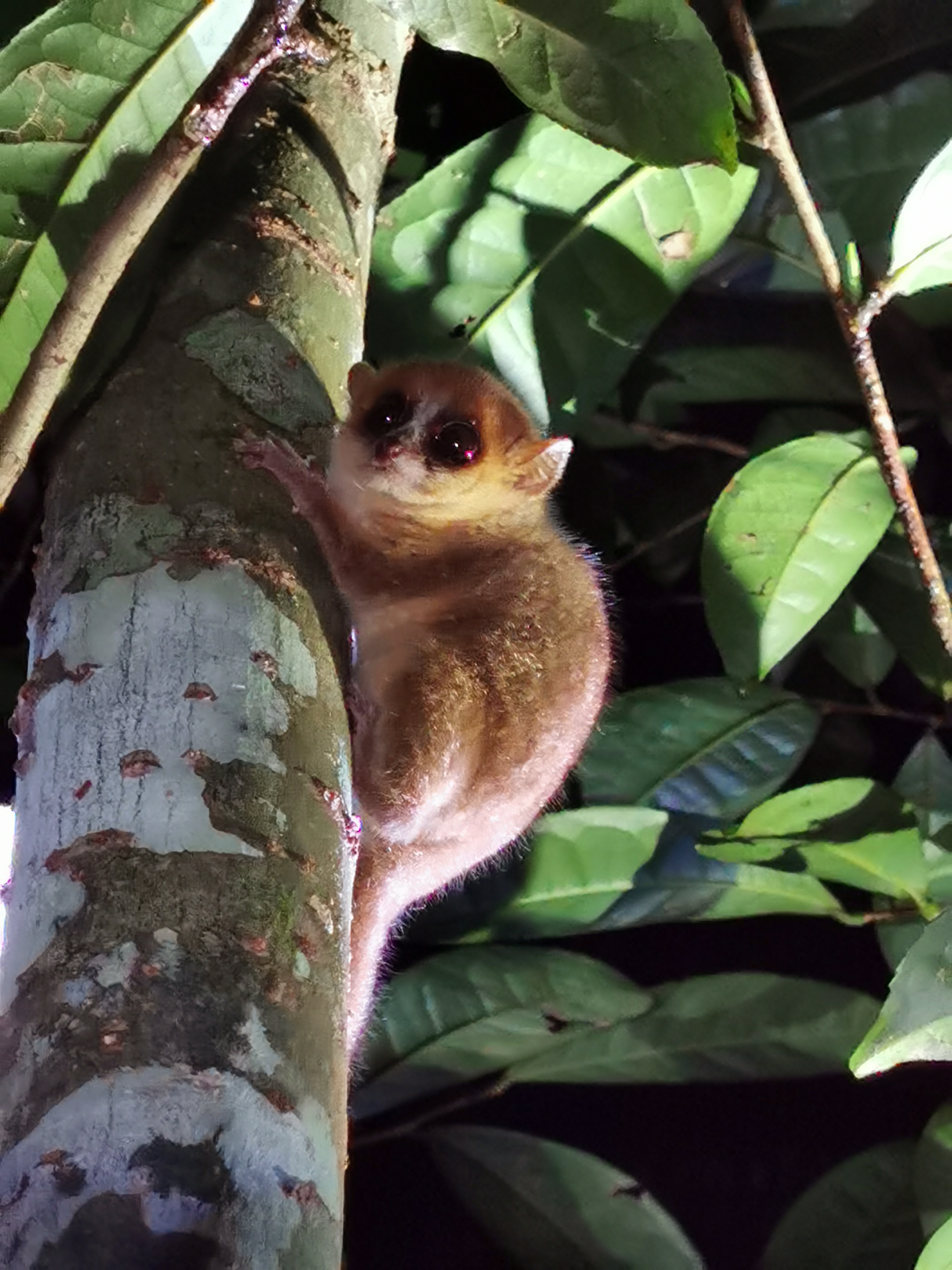
Lemur mysi
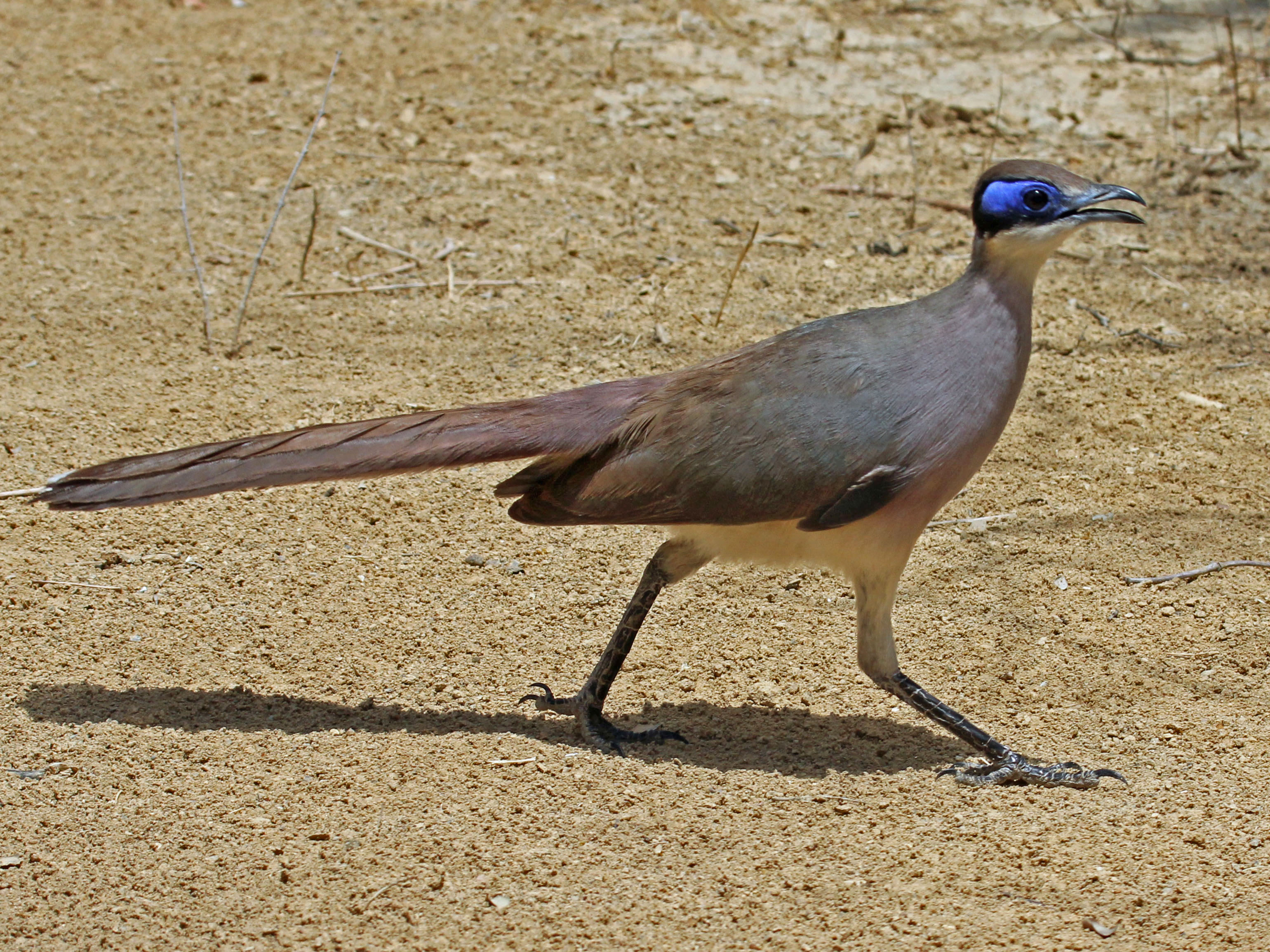
Kuja rudogłowa
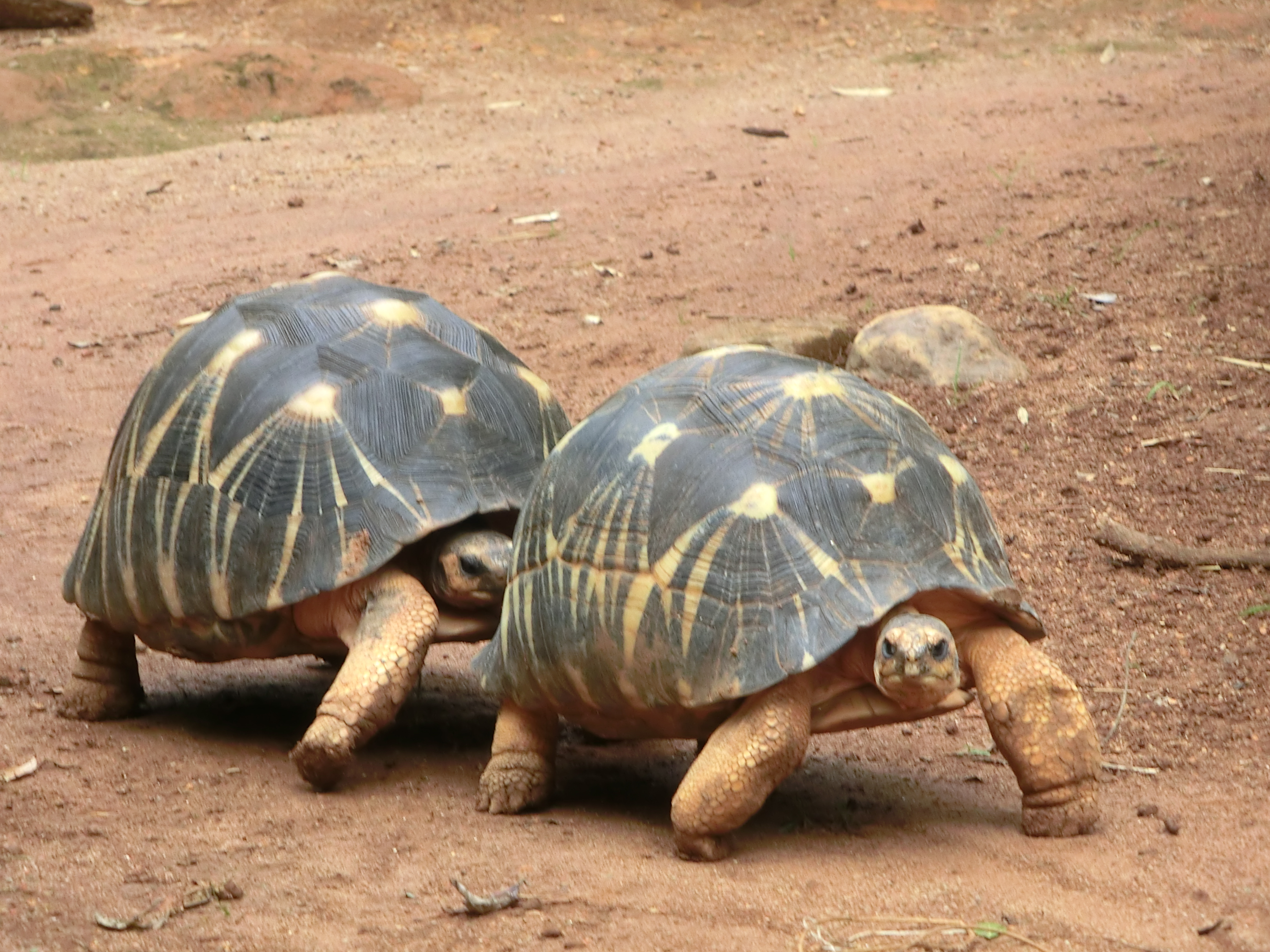
Żółwie promieniste